# Rivas (departement)
Rivas je jedním z 15 departementů Nikaraguy. Rozkládá se mezi pacifickým pobřežím, Kostarikou a jezerem Nikaragua. Pod správu departementu patří i ostrov Ometepe na jezeře, který je vyhledáván turisty. Oblast jižní Nikaraguy je vyhledávána turisty.
Departement Rivas je rozdělen na deset částí (Municipio):
1. Altagracia
2. Belén
3. Buenos Aires
4. Cárdenas
5. Moyogalpa
6. Potosí
7. Rivas
8. San Jorge
9. San Juan del Sur
10. Tola